# Lennon (album)
Pour les articles homonymes, voir Lennon.
Albums de John Lennon
Imagine: John Lennon
(1988) Lennon Legend: The Very Best of John Lennon
(1997)
Lennon est un coffret de quatre CD reprenant la plupart des titres solo de John Lennon, enregistrés entre 1969 et 1980.

## Titres
Sauf mention contraire, les chansons sont de John Lennon :

### Disque 1
1. Give Peace a Chance - 4:53
2. Blue Suede Shoes (Carl Perkins) – 2:38
3. Money (Bradford-Berry Gordy) – 3:25
4. Dizzy Miss Lizzy (Larry Williams) – 3:23
5. Yer Blues (John Lennon/Paul McCartney) – 3:42
6. Cold Turkey – 5:02
7. Instant Karma! – 3:23
8. Mother – 5:35
9. Hold On – 1:53
10. I Found Out – 3:37
11. Working Class Hero – 3:50
12. Isolation – 2:53
13. Remember – 4:36
14. Love – 3:24
15. Well Well Well – 5:59
16. Look at Me – 2:54
17. God – 4:10
18. My Mummy's Dead – 0:53
19. Power to the People – 3:18
20. Well (Baby Please Don't Go) (Ward) – 3:56

### Disque 2
1. Imagine – 3:04
2. Crippled Inside – 3:49
3. Jealous Guy – 4:15
4. It's So Hard – 2:26
5. Gimme Some Truth – 3:16
6. Oh My Love (John Lennon/Yoko Ono) – 2:45
7. How Do You Sleep? – 5:36
8. How? – 3:42
9. Oh Yoko! – 4:19
10. Happy Xmas (War Is Over) (John Lennon/Yoko Ono) – 3:34
11. Woman Is the Nigger of the World (John Lennon/Yoko Ono) – 5:15
12. New York City – 4:29
13. John Sinclair – 3:28
14. Come Together (John Lennon/Paul McCartney) – 4:25
15. Hound Dog (Jerry Leiber/Mike Stoller) – 3:02
16. Mind Games – 4:12
17. Aisumasen (I'm Sorry) – 4:44
18. One Day (At a Time) – 3:07
19. Intuition – 3:09
20. Out the Blue – 3:21

### Disque 3
1. Whatever Gets You Thru the Night – 3:25
2. Going Down on Love – 3:54
3. Old Dirt Road (John Lennon/Harry Nilsson) – 4:09
4. Bless You – 4:37
5. Scared – 4:39
6. #9 Dream – 4:48
7. Surprise, Surprise (Sweet Bird Of Paradox) – 2:55
8. Steel and Glass – 4:37
9. Nobody Loves You (When You're Down and Out) – 5:10
10. Stand by Me (Ben E. King/Jerry Leiber/Mike Stoller) – 3:28
11. Ain't That a Shame (Fats Domino/Bartholemew) – 2:30
12. Do You Wanna Dance (Bobby Freeman) – 2:52
13. Sweet Little Sixteen (Chuck Berry) – 3:00
14. Slippin' and Slidin' (Penniman/Bocage/Collins/Smith) – 2:16
15. Angel Baby (Hamlin) – 3:39
16. Just Because (Lloyd Price) – 4:25
17. Whatever Gets You Thru the Night (Live) – 4:19
18. Lucy in the Sky with Diamonds (John Lennon/Paul McCartney) – 5:58
19. I Saw Her Standing There (John Lennon/Paul McCartney) – 3:28

### Disque 4
1. (Just Like) Starting Over – 3:56
2. Cleanup Time – 2:57
3. I'm Losing You – 3:56
4. Beautiful Boy (Darling Boy) – 4:01
5. Watching the Wheels – 3:31
6. Woman – 3:32
7. Dear Yoko – 2:33
8. I'm Stepping Out – 4:06
9. I Don't Wanna Face It – 3:21
10. Nobody Told Me – 3:33
11. Borrowed Time – 4:28
12. (Forgive Me) My Little Flower Princess – 2:27
13. Every Man Has a Woman Who Loves Him (Yoko Ono) – 3:31
14. Grow Old With Me – 3:07